# روجير قلعة حاجي
روجير قلعة حاجي (بالفارسية: روگير قلعه حاجي، تلفظ [Rūgīr-e Qal‘eh Ḩājjī] أيضا تعرف باسم [Rūgīr-e Qal‘eh ’ājjī]) هي منطقة سكنية في محافظة فارس إيران التابعة لبلدة أشكنان مقاطعة لامرد.

## السكان
تقع هذه القرية في قسم كال وحسب تقديرات سنة 2006 كان مجموع عدد سكانها 173 نمسة يعيشون في 41 أسرة.